# الإجهاض في هولندا

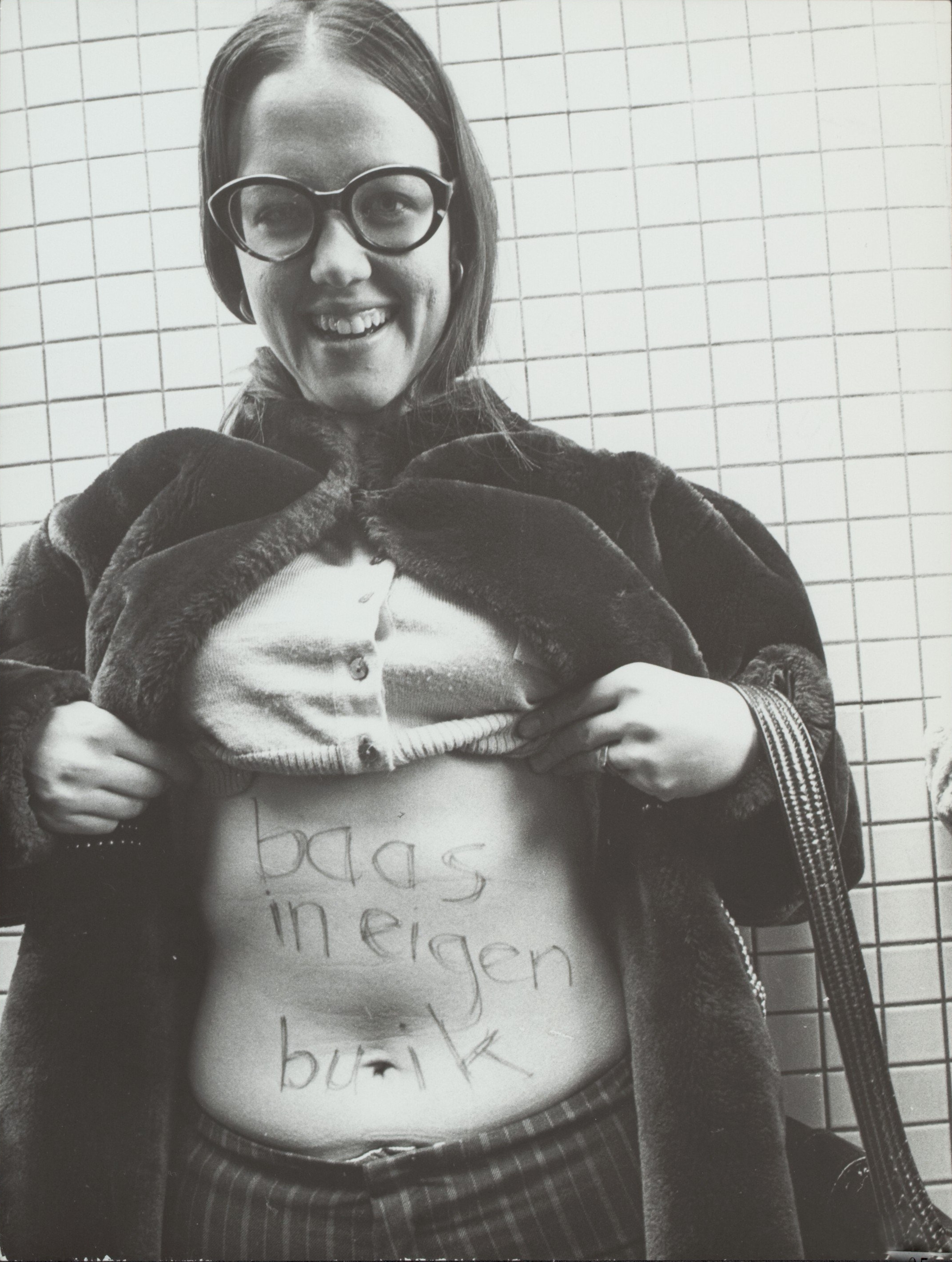
مظاهرة مؤيدة للإجهاض في هولندا عام 1971

تم تقنين الإجهاض في هولندا بالكامل في 1 نوفمبر 1984, مما سمح بالإجهاض الاختياري حتى الأسبوع الرابع والعشرين من الحمل. يمكن إجراء الإجهاض "لأسباب طبية خطيرة" بعد 24 أسبوعًا. هناك فترة انتظار إلزامية مدتها خمسة أيام لعمليات الإجهاض التي يتم إجراؤها بعد تأخر الدورة الشهرية 17 يومًا. ومع ذلك, في 21 يونيو 2022, وافق البرلمانيون الهولنديون على قانون لإلغاء فترة التفكير الإلزامية البالغة خمسة أيام قبل الخضوع للإجهاض, قائلين إن النساء, بالتشاور المشترك مع الطبيب, يجب أن يكون بإمكانهن تحديد الوقت قبل اتخاذ القرار. من المقرر أن يدخل القانون حيز التنفيذ في يناير 2023.

## تاريخ
كان الإجهاض يعتبر غير قانوني بموجب قانون العقوبات لعام 1886. ومع ذلك, تم استبعاد جميع الإدانات بسبب اشتراط أن يثبت الادعاء أن الجنين كان على قيد الحياة حتى الإجهاض. أغلقت قوانين الأخلاق لعام 1911 هذه الثغرة, ومنعت بشكل صارم جميع عمليات الإجهاض, باستثناء تلك التي يتم إجراؤها لإنقاذ حياة المرأة الحامل.
وصل التقنين إلى طليعة النقاش العام في هولندا خلال السبعينيات حيث قامت العديد من دول أوروبا الغربية بتحرير قوانينها. ومع ذلك, لم يتمكن Staten-Generaal من التوصل إلى توافق في الآراء بين أولئك الذين يعارضون التقنين, والذين يؤيدون السماح بالإجهاض, وأولئك الذين يفضلون إجراء حل وسط. تم تمرير قانون الإجهاض المثير للجدل في عام 1981 بأصوات واحدة متأرجحة: 76 لصالح و 74 ضد في مجلس النواب, و 38 لصالح و 37 في مجلس الشيوخ. ترك القانون الإجهاض جريمة, ما لم يتم إجراؤه في عيادة أو مستشفى تم إصدار شهادة إجهاض رسمية من قبل الحكومة الهولندية, والمرأة التي تطلب الإجهاض تعلن أنها تعتبره حالة طارئة. دخل القانون حيز التنفيذ في 1 نوفمبر 1984.
يوجد حاليًا ما يزيد قليلاً عن 100 مستشفى عام هولندي معتمد لإجراء عمليات الإجهاض, و 17 عيادة إجهاض متخصصة. أكثر من 90% من حالات الإجهاض تتم في العيادات المتخصصة.
في هولندا, يُسمح فعليًا بالإجهاض الذي تقوم به عيادة أو مستشفى معتمد في أي وقت بين الحمل والبقاء, مع مراعاة فترة انتظار مدتها خمسة أيام. لا تسري فترة الانتظار إذا تأخرت الدورة الشهرية عن 17 يومًا (الحمل في مرحلة مبكرة جدًا). بعد الثلث الأول من الحمل, يصبح الإجراء أكثر صرامة, حيث يجب أن يوافق طبيبان على العلاج. في الممارسة العملية, يتم إجراء عمليات الإجهاض حتى حوالي 24 أسبوعًا من الحمل, على الرغم من أن هذا الحد هو موضوع المناقشة المستمرة بين الأطباء في هولندا, نظرًا للتطورات الطبية الحديثة, يمكن أحيانًا اعتبار الجنين قابلاً للحياة قبل 24 أسبوعًا. نتيجة لهذا النقاش, نادرًا ما يتم إجراء عمليات الإجهاض بعد 22 أسبوعًا من الحمل. يجب إجراء عمليات الإجهاض في المستشفى.
كان عدد حالات الإجهاض مستقرًا نسبيًا في القرن الحادي والعشرين, حوالي 28,000 حالة سنويًا. اعتبارًا من 2010 كان معدل الإجهاض 9.7 حالة إجهاض لكل 1,000 امرأة تتراوح أعمارهن بين 15 و 44 عامًا (0.97%), وهو من أدنى المعدلات في العالم.

## أنظر أيضا
- الإجهاض في المملكة المتحدة
- قانون الإجهاض
- جدل الإجهاض
- الدين والإجهاض